# UCHIDA MAAYA Zepp Tour 2019「we are here」
『UCHIDA MAAYA Zepp Tour 2019「we are here」』（うちだ まあや ゼップツアー 2019「we are here」）は、内田真礼の6枚目のライブ映像作品。2020年4月22日にポニーキャニオンからBlu-rayとDVDが発売。

## 概要
2019年12月16日にZepp Tokyoで行われた『UCHIDA MAAYA Zepp Tour 2019「we are here」』の模様が収録されている。
映像特典として、リハーサルや舞台裏を撮影したドキュメンタリーが収録されている。

## 収録内容

### セットリスト[3]
- OPENING -
M-01 波乗りキャリーオン
M-02 Smiling Spiral
- MC-1 -
M-03 Girl is fun
M-04 Flag Ship
M-05 Applause
- MC-2 -
M-06 キミ行きEXPRESS
M-07 鼓動エスカレーション
M-08 ギミー！レボリューション
- DANCERS & BAND TIME -
M-09 TickTack…Bomb
M-10 5:00AM
M-11 あの人に会いたい
- MC-3 -
M-12 からっぽカプセル
M-13 モラトリアムダンスフロア
M-14 ロマンティックダンサー
M-15 セツナ Ring a Bell
M-16 共鳴レゾンデートル
- MC-4 -
M-17 Seasons Come, Seasons Go
EN-1 take you take me BANDWAGON
EN-2 高鳴りのソルフェージュ
- MC-5 -
EN-3 Step to Next Star!!
EN-4 youthful beautiful
- ENDING -

### 映像特典
Documentary of Zepp Tour 2019「we are here」